# شو ساساکی
شو ساساکی (ژاپنی: 佐々木 翔؛ زادهٔ ۲ اکتبر ۱۹۸۹) یک بازیکن فوتبال اهل ژاپن است. که در باشگاه فوتبال سانفریس هیروشیما بازی می‌کند.